# Větrný mlýn (Lesná)
Větrný mlýn holandského typu se nachází v obci Lesná, okres Znojmo. Byl zapsán do Ústředního seznamu kulturních památek ČR.

## Historie
Větrný mlýn stojí na kopci v nadmořské výšce 470 m jihovýchodně od okraje obce. Byl uveden do provozu v roce 1862 a byl činný až do roku 1908, kdy byl upraven na kolářskou dílnu. Zbytky poničených perutí byly sundány a mlecí zařízení odstraněno. V roce 1930 byla ukončena činnost kolářské dílny. V roce 1933 byl prvním patře zřízen letní byt. Po druhé světové válce objekt využívala armáda a následně místní JZD jako sklad obilí. V roce 1974 byl mlýn přestavěn a doplněn nefunkční atrapou větrného kola. V roce 1987 byly přistavěny v objektu mlýna přístavby a ukončena rekonstrukce restaurace. 

## Popis
Větrný mlýn byla třípodlažní zděná stavba z lomového kamene ve tvaru komolého kužele zakončená kuželovou střechou krytou šindelem. Střecha s vikýřem, kterým procházela hřídel větrného kola, se pohybovala po kolejnici. Natáčení mlýna bylo prováděno zvenčí pomocí dlouhých ráhen, které byly nazývané šráky. Mlýn je vysoký 11,5 m, spodní průměr stavby je 10,4 m, horní 7,8 m. Kuželová střecha je krytá plechem.

## Ostatní
Mlýn slouží jako restaurační zařízení a pension. Kolem mlýna vede žlutá a modrá turistická stezka, cyklotrasa 5007 a Mlynářská stezka.